# Iwan Jakowlewitsch Stoljarow
Iwan Jakowlewitsch Stoljarow (russisch Иван Яковлевич Столяров, wiss. Transliteration Ivan Jakovlevič Stoljarov; geb. 1882 im Dorf Karatschun, Gouvernement Woronesch, Russisches Kaiserreich; gest. 1953) war ein russischer Herausgeber, Memoirenschreiber und Emigrant. Er war Mitglied des Vorstands der Vereinigung der Turgenew-Bibliothek in Paris. 
Seine autobiographischen Aufzeichnungen eines russischen Bauern (russisch Записки русского крестьянина), die nach seinem Tod 1986 in Paris zunächst auf Russisch und dann auf Französisch veröffentlicht wurden, fanden Aufnahme in der französischen Reihe Terre humaine (1992).